# البث التلفزيوني المفقود

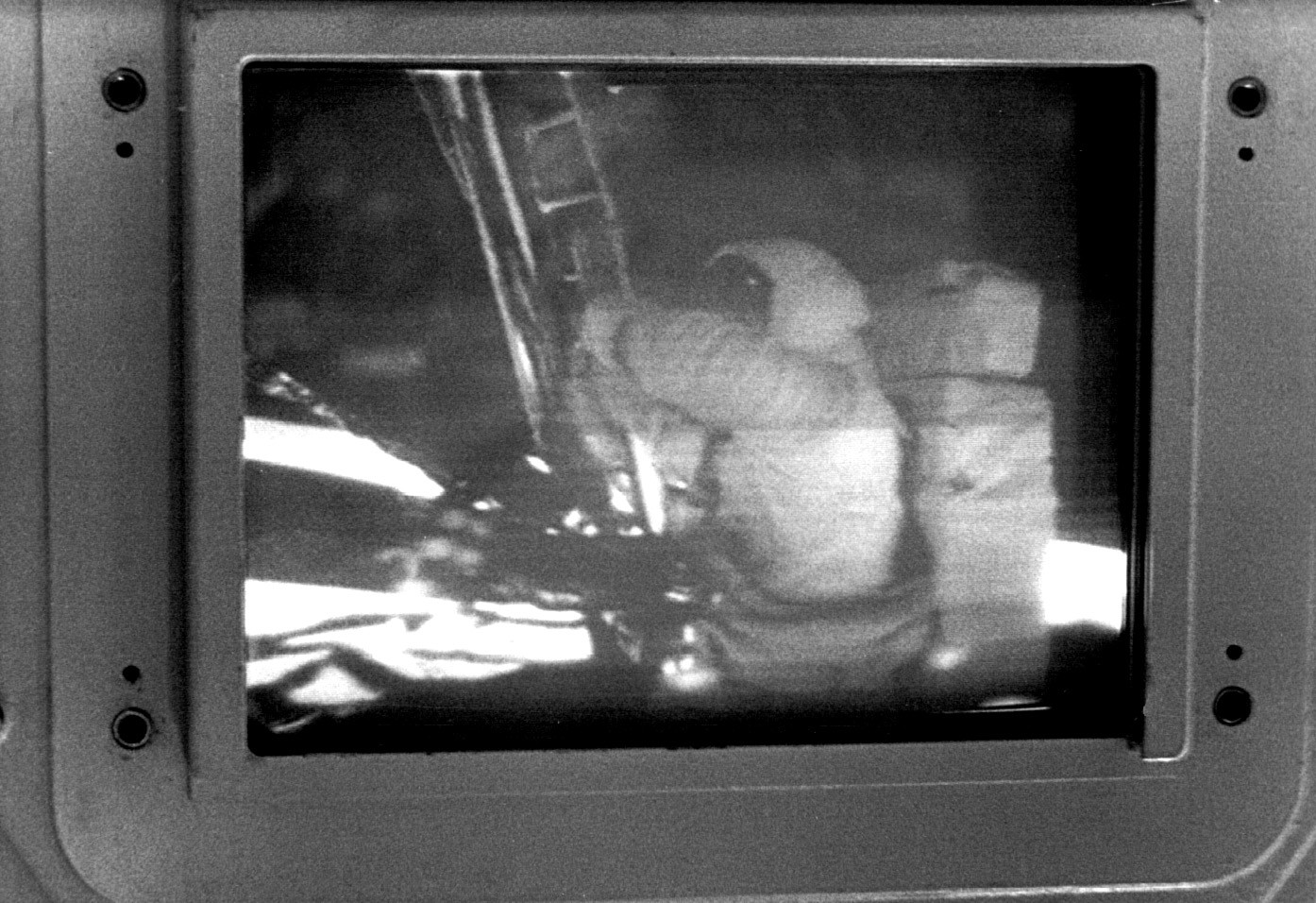
البث التلفزيوني المفقود

البث التلفزيوني المفقود هو في الغالب تلك البرامج التلفزيونية المبكرة التي لا يمكن حسابها في أرشيفات الاستوديو (أو في الأرشيفات الشخصية) عادة بسبب التدمير المتعمد أو الإهمال. 

## قائمة المسلسلات و الأفلام المدبلجة

### وقت المغامرة
بعض من حلقات الموسم 05 مفقودة 